# Simão de Miranda
Simão de Miranda de Azevedo (Portugal — Sofala, 1515) foi um navegador português.
Foi um dos capitães da frota de Pedro Álvares Cabral que chegou ao Brasil na ocasião do descobrimento e continuou a viagem até alcançar a Índia. De família enobrecida, gentis-homens com morgadios, gente leal ao primeiro rei da dinastia de Avis, D. João I (1385-1433). Filho de Diogo de Azevedo e neto de Martim Afonso da Charneca, arcebispo de Braga, que havia sido embaixador em França, de onde regressou com D. Mécia Gonçalves de Miranda, com quem teve dois filhos que herdaram o nome materno.
Casou com D. Joana Correa, filha de Aires Correia, integrante da armada de Cabral como feitor geral. Após 1500 fez nova viagem à Índia em 1512, na armada de Jorge de Melo, comandando uma nau. Morreu em Sofala, em 1515.